# 张英 (1916年)
张英（1916年—2015年9月21日），男，奉天蓋平县（今辽宁盖州市）人，中国人民解放军少将。

## 生平
1936年，参加革命，1937年，参加八路军，同年加入中国共产党。历任干事、政治指导员、政治教导员、大队政治委员、牡丹江卫戍司令部政治委员、团政治委员、师副政治委员。
朝鲜战争时期，担任志愿军炮兵第一师政治委员，1950年率部进入朝鲜，并参加云山战役、清川江战役，攻入汉城。回国后，担任沈阳炮兵学校副政治委员、政治委员，炮兵科学技术研究院政治委员、宣化炮兵学院政治委员等职。1955年，被授予大校军衔，1964年晋升为少将军衔，曾荣获二级独立自由勋章、二级解放勋章和一级红星功勋荣誉章。
1970年2月至1976年10月，担任吉林省军区政治委员（当时设有第一政委）。
2015年9月21日，因病于9月21日在大连逝世，享年99岁。